# Antonio González Balcarce
Antonio González Balcarce (Buenos Aires, 24 de junio de 1774 - 5 de agosto de 1819) fue un político y militar argentino, destacado en la guerra de Independencia de la Argentina y que ejerció brevemente como Director Supremo de las Provincias Unidas del Río de la Plata.

## Familia
Antonio González Balcarce era el hijo de un oficial del regimiento de Blandengues, el coronel barcelonés Francisco González Balcarce Lat, y la porteña Victoria Damasia Martínez Fontes, y el hermano de Juan Ramón, Marcos, Lucas, José, Diego y Francisco. Curiosamente, el único de los hermanos Balcarce que suele ser citado con el apellido completo de González Balcarce es Antonio; todos los demás son generalmente conocidos con el apellido Balcarce.

## Inicios de su carrera militar
A los 13 años, Antonio González Balcarce, ingresó como cadete en el Cuerpo de Blandengues a las órdenes de su padre, siendo nombrado capitán en 1801.

## Las Invasiones Inglesas
Antonio González Balcarce participó en la defensa de Montevideo durante las Invasiones Inglesas (1806), siendo hecho prisionero en 1807 y llevado a Londres. 
Liberado en Europa, fue ascendido a teniente coronel de caballería en 1807. En España combatió al lado de José de San Martín contra los ejércitos napoleónicos.

## La Revolución de Mayo
De regreso a Buenos Aires, Antonio González Balcarce formó parte de la Logia Lautaro, contribuyendo a la causa independentista. 
Tomó parte en la triunfante Revolución de Mayo del 25 de mayo de 1810 que depuso a Baltasar Hidalgo de Cisneros, virrey del Virreinato del Río de la Plata.

## Primera expedición al Alto Perú
Fue enviado al Alto Perú como segundo de Francisco Ortiz de Ocampo, en la Primera expedición auxiliadora al Alto Perú mandada por la Primera Junta. En Córdoba persiguió y apresó al exvirrey Santiago de Liniers. Reemplazó a Ocampo en la jefatura de la expedición.
A continuación avanzó al norte, siendo vencido en la Batalla de Cotagaita. Por su triunfo en la Batalla de Suipacha, librada el 7 de noviembre de 1810, -la primera victoria del Ejército del Norte- fue nombrado brigadier por la Primera Junta.
Estuvo al mando del ejército independentista en la derrota de Huaqui. Fue sometido a proceso por su actuación en dicho combate, pero terminó exonerado de culpa.

## Gobernador intendente y director supremo
Participó en la Revolución del 5 y 6 de abril de 1811 o Revolución de los Orilleros Porteños, golpe cívico-militar que exigía en una de sus peticiones: 

Que mantengan el grado de brigadier exclusivamente Cornelio Saavedra y Antonio Balcarce, debiendo recogerse los demás otorgados hasta que el Congreso General resuelva dar otros.

El sector moderado partidario Saavedra, denominado saavedrista, se aseguró el control de la Junta Grande de gobierno eliminando a la minoría radical partidaria de Mariano Moreno, llamada morenista.
En 1813 Antonio González Balcarce fue designado gobernador intendente de Buenos Aires y, en 1816, director supremo de las Provincias Unidas del Río de la Plata, cargo que ocupó solo tres meses.

## Ejército de los Andes
Destinado al Ejército de los Andes, fue segundo del general San Martín en las batallas de Cancha Rayada y Maipú. Jefe del Ejército Libertador en ausencia de San Martín, comandó el Ejército del Sud durante la Segunda campaña al sur de Chile y triunfó en la Batalla del Biobío en 1819.

## Fallecimiento
Por su enfermedad Antonio González Balcarce debió regresar a Buenos Aires, donde fue designado nuevamente jefe del Estado Mayor, pero poco después falleció. 
Sus restos mortales descansan en la Basílica de Nuestra Señora del Rosario y Convento de Santo Domingo, junto a los de Manuel Belgrano, en la ciudad de Buenos Aires.

## Descendencia
Uno de los hijos de Antonio González Balcarce, Mariano Balcarce (1807-1885), contrajo matrimonio con Merceditas, la única hija del general San Martín.
Otro de ellos, Florencio González Balcarce, fue un poeta romántico que aunque falleció tempranamente fue considerado por algunos "el primero en su generación".

## Homenajes
La calle Balcarce de la ciudad de Buenos Aires, arteria vial del casco histórico de la misma, conmemora la figura de Antonio González Balcarce. 
En la ciudad de Salta, la calle de la Amargura, dónde fuera cometido el magnicidio del Gral Güemes a manos de los realistas en 1821, se denomina hoy calle Balcarce. También en la ciudad de San Salvador de Jujuy una arteria céntrica se denomina Balcarce. Ambas en honor al que fuera de los primeros jefes del Ejército del Norte, rechazando invasiones realistas en esas ciudades.  
El Partido de Balcarce, de la provincia de Buenos Aires, también homenajea a Antonio González Balcarce, quien, como jefe de la Primera Expedición al Alto Perú, el 7 de noviembre de 1810, venció al ejército realista en la  Batalla de Suipacha, resultando la primera victoria de las armas de la Revolución de Mayo.